# برادلي ويلش
برادلي ويلش (بالإنجليزية: Bradley Welch)‏ هو لاعب كرة قدم أمريكي في مركز الهجوم، ولد في 14 يناير 1989 في أورلاندو في الولايات المتحدة. شارك مع منتخب ترينيداد وتوباغو لكرة القدم. أما مع النوادي، فقد لعب مع سان جوان جابلوتي ووولونغونغ وولفز.

## وصلات خارجية
- برادلي ويلش على موقع قاعدة بيانات كرة القدم.إي يو (الإنجليزية)
- برادلي ويلش على موقع Soccerway.com (الإنجليزية)